# 曲麻莱县
曲麻莱县（藏語：ཆུ་དམར་ལེབ་རྫོང，威利转写：chu dmar leb rdzong，藏语拼音：Qumarlêb Zong）是中华人民共和国青海省玉树藏族自治州下辖的一个县，位于玉树州北部。面积47000平方公里，常住总人口約3.5万。县人民政府驻约改镇。
民國二十九年（1940年）7月以下果洛班瑪、鄂陵湖東等地設置星川設治局，中共建政後，於1950年3月更名為曲麻萊設治局，由省直轄。1952年11月改為曲麻萊區。1953年10月以曲麻萊區設立曲麻萊縣，駐色吾溝，由玉樹藏族自治區管轄。

## 行政区划
曲麻莱县下辖1个镇、5个乡：
约改镇、巴干乡、秋智乡、叶格乡、麻多乡和曲麻河乡。

## 人口民族
根據第七次人口普查數據，截至2020年11月1日零時，曲麻萊縣常住人口為33170人。 曲麻萊縣境內有藏族、漢族、回族、土族、滿族、蒙古族、撒拉族等民族。